# Grigore Gafencu
Grigore Gafencu (ur. 30 stycznia 1892 w Bârladzie, zm. 30 stycznia 1957 w Paryżu) – rumuński polityk, prawnik, dziennikarz.
Początkowo był dziennikarzem i publicystą. Od 1928 był posłem w szeregach Narodowej Partii Chłopskiej. W latach 1938–1940 minister spraw zagranicznych Rumunii, próbował prowadzić politykę neutralności. Ambasador Rumunii w Moskwie (sierpień 1940 – czerwiec 1941), następnie mieszkał w Genewie. Autor książek  Préliminaires de la guerre à l’Est  (1944), opublikowanej pod nazwiskiem Grégoire Gafenco oraz Derniers jours de l’Europe (1946). Po wojnie mieszkał w Paryżu, gdzie zmarł. W 1968 jego prochy sprowadzono do ojczyzny. Kawaler Orderu Orła Białego (1939).
W marcu 1939 roku złożył wraz z małżonką wizytę w Warszawie. Para zatrzymała się w Pałacu Blanka. Gafencu spotkał się, m.in. z Józefem Beckiem, Felicjanem Sławojem Składkowskim oraz Stefanem Starzyńskim, złożył kwiaty przy Grobie Nieznanego Żołnierza.

## Grigore Gafencu w filmie
Grigore Gafencu to jeden z bohaterów filmu Złoty pociąg (1986) w reżyserii Bohdana Poręby. Jego postać zagrał Silviu Stănculescu.